# Pediatrija
Pediatrija (iz starogrško παιδί, latinizirano: paidi, dob. 'fant' in ιατρός, iatros, 'zdravnik') je veja medicine, ki se ukvarja z zdravstveno oskrbo dojenčkov, otrok in najstnikov. Osnovana je na unitarističnem pristopu, tako da združuje preventivno, kurativno in socialno zdravstveno dejavnost ter rehabilitacijo v razvojnem obdobju. Pomemben del dejavnosti v pediatriji je namenjen preventivi, predvsem preprečevanju bolezni in bolezenskih stanj ter škodljivih vplivov okolja na rastoči organizem. 
Zdravnik-specialist, ki deluje na tem področju, se imenuje pediater.